# George Gabriel Stokes
Sir George Gabriel Stokes, född 13 augusti 1819 i County Sligo, Irland, död 1 februari 1903 i Cambridge, England, var en irländsk matematiker och fysiker, var verksam i Cambridge. Han grundlade den moderna hydrodynamiken och läran om kroppars rörelse i viskösa ämnen. Han  lämnade också betydelsefulla bidrag till kunskapen om geodesi. Stokes var måg till Thomas Romney Robinson.

## Biografi
Stokes var yngste son till pastor Gabriel Stokes, präst i Irländska kyrkan, som tjänstgjorde som rektor för Skreen i Grevskapet Sligo, och hans hustru Elizabeth Haughton, dotter till pastor John Haughton. Stokes hemliv påverkades starkt av hans fars evangeliska protestantism: tre av hans bröder gick in i kyrkan, varav den mest framstående var John Whitley Stokes, ärkediakon i Armagh. Efter att ha gått i skolor i Skreen, Dublin och Bristol tog Stokes 1837 studentexamen vid Pembroke College, Cambridge. Fyra år senare tog han examen som senior wrangler och första Smithspristagare, prestationer som gav honom stipendium till högskolan. I enlighet med collegestadgarna var Stokes tvungen att avgå från stipendiet när han gifte sig 1857. Tolv år senare, enligt nya stadgar, omvaldes han till stipendiet och han behöll den platsen fram till 1902, då han dagen före sin 83-årsdag valdes till högskolans Master. Han höll den positionen fram till sin död i Cambridge 1903. Det finns ett minnesmärke över honom i norra gången vid Westminster Abbey.

## Karriär
År 1849 utnämndes Stokes till Lucasian professor i matematik i Cambridge, en position han innehade till sin död 1903. Den 1 juni 1899 firades jubileet för denna utnämning och en minnesguldmedalj överlämnades till Stokes av universitetets kansler och marmorbyster i Stokes av Hamo Thornycroft erbjöds formellt till Pembroke College och till universitetet av Lord Kelvin. Stokes, som utnämndes till baronet 1889, tjänade vidare sitt universitet genom att representera det i parlamentet från 1887 till 1892 som en av de två medlemmarna för Cambridge universitets valkrets. Åren 1885–1890 var han också ordförande i Royal Society, där han varit en av sekreterarna sedan 1854. Eftersom han också var Lucasian professor vid denna tidpunkt var Stokes den första personen som innehade alla tre positionerna samtidigt. Newton höll samma tre, men inte samtidigt.
Stokes var den äldsta av trion av naturfilosofer, James Clerk Maxwell och Lord Kelvin var de andra två, som särskilt bidrog till berömmelsen av Cambridge-skolan för matematisk fysik i mitten av 1800-talet. Stokes ursprungliga arbete började omkring 1840 och kännetecknas av sin kvantitet och kvalitet. Royal Societys katalog över vetenskapliga artiklar ger titlarna på över hundra rapporter av honom publicerade fram till 1883. Några av dessa är bara korta anteckningar, andra är korta kontroversiella eller korrigerande uttalanden, men många är långa och detaljerade avhandlingar. 

## Vetenskapligt arbete

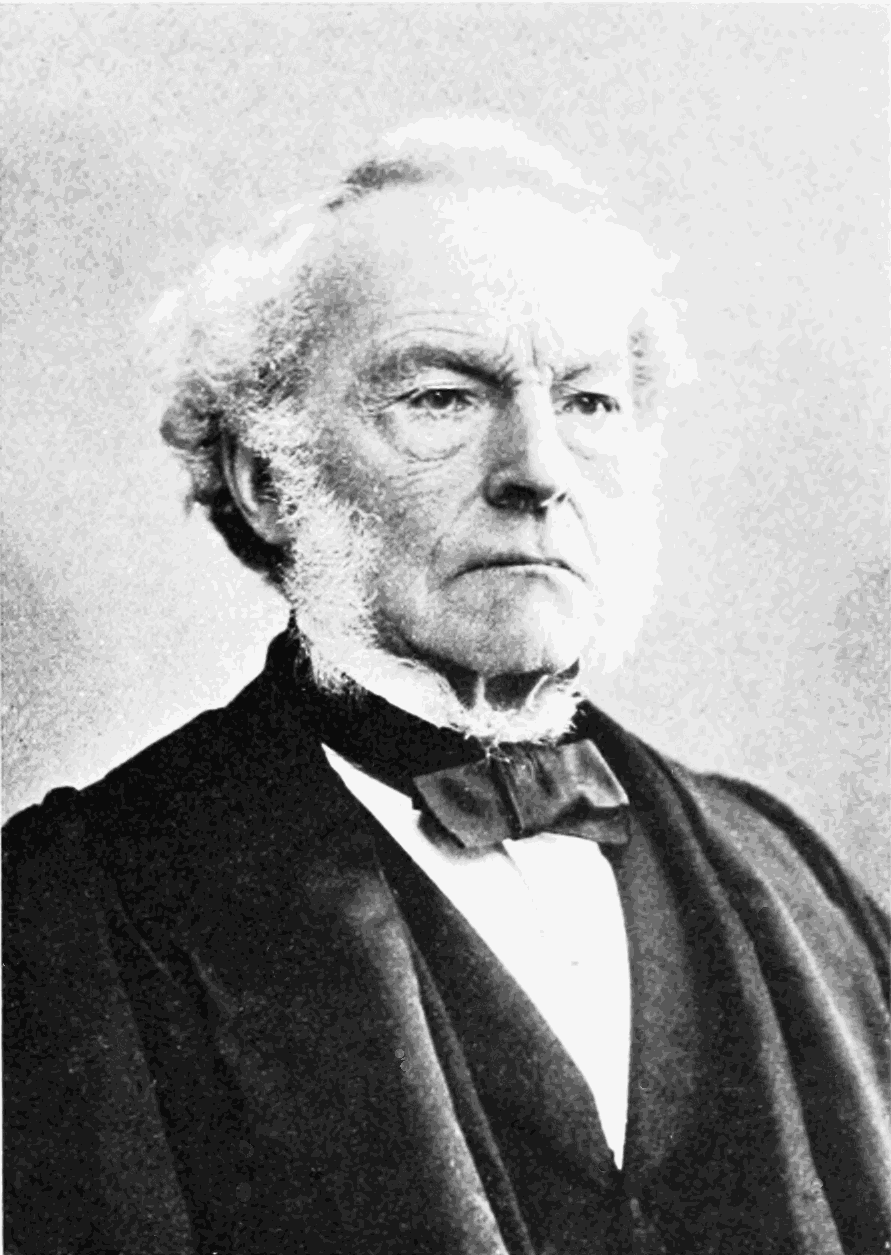
Stokes i hög ålder.

I omfattning täckte hans arbete ett brett spektrum av fysisk undersökning, men som Marie Alfred Cornu påpekade i sin Rede Lecture från 1899, handlade större delen av det om vågor och de omvandlingar som påtvingades dem under deras passage genom olika medier.

### Strömningsdynamik
Hans första publicerade artiklar, som publicerades 1842 och 1843, rörde den stabila rörelsen av inkompressibla vätskor och några fall av flytande rörelse. Dessa följdes 1845 av en om friktionen av vätskor i rörelse och jämvikten och rörelsen hos elastiska fasta ämnen, och 1850 av en annan om effekterna av vätskans inre friktion på pendelns rörelse. Till ljudteorin gjorde han flera bidrag, inklusive en diskussion om vindens effekt på ljudets intensitet och en förklaring av hur intensiteten påverkas av arten av den gas i vilken ljudet produceras. Dessa undersökningar tillsammans satte vetenskapen om vätskedynamik på en ny grund och gav en nyckel inte bara till förklaringen av många naturfenomen, såsom upphängning av moln i luft och sänkning av krusningar och vågor i vatten, utan också till lösningen av praktiska problem, såsom flödet av vatten i floder och kanaler, och fartygens ytfriktion.

### Ljus
Kanske är hans mest kända undersökningar de som handlar om vågteorin om ljus. Hans optiska arbete började tidigt i hans vetenskapliga karriär. Hans första uppsatser om ljusets avvikelse utkom 1845 och 1846, och följdes 1848 av en om teorin om vissa band som ses i spektrumet.
År 1849 publicerade han en lång uppsats om den dynamiska diffraktionsteorin, där han visade att polarisationsplanet måste vara vinkelrätt mot utbredningsriktningen. Två år senare diskuterade han färgerna på tjocka plåtar. 
Stokes undersökte också George Airys matematiska beskrivning av regnbågar. Airys resultat innehöll en integral som var besvärlig att utvärdera. Stokes uttryckte integralen som en divergerande serie, som var lite förstådd. Men genom att skickligt trunkera serien (dvs ignorera alla utom de första termerna i serien) fick Stokes en exakt approximation till integralen som var mycket lättare att utvärdera än själva integralen. Stokes forskning om asymptotiska serier ledde till grundläggande insikter om sådana serier.
År 1852 beskrev han i sin berömda uppsats om förändringen av ljusets våglängd fenomenet fluorescens, som uppvisas av fluorspar och uranglas, material som han ansåg ha förmågan att omvandla osynlig ultraviolett strålning till strålning med längre våglängder som är synlig.
Samma år, 1852, utkom rapporter om sammansättning och upplösning av strömmar av polariserat ljus från olika källor, och 1853 en undersökning av den metalliska reflektionen som uppvisas av vissa icke-metalliska ämnen. Forskningen skulle belysa fenomenet ljuspolarisering.

### Oftalmologi
År 1849 uppfann Stokes Stokes-linsen för att upptäcka astigmatism. Det är en linskombination som består av cylindriska linser med lika men motsatt effekt som är fästa på ett sådant sätt att linserna kan roteras i förhållande till varandra.